# Тарасије Глушицки
Тарасије Глушицки († 25. октобар 1440) - игуман и преосвећени Руске православне цркве.
Спомен светитеља: 12. октобар и недеља 3. по Духовима у Сабору Вологдских светитеља.

## Биографија
О Тарасијевом детињству и световном животу није сачувано готово никаквих података, а каснији биографски подаци о њему су веома оскудни и фрагментарни.

## Манастир Глушицки
Познато је да је у почетку био игуман Пермског манастира, који је основао свети Стефан Пермски, али је напустио манастир и отишао у Дионисијски Глушитски Покровски манастир код монаха Дионисија Глушичког да тамо живи под његовим менторством.
Прихваћен од Дионисија, Тарасије је живео са њим око десет година; стекао је дар смиреност и непрестаног плача; водио је строг подвижнички живот.
Тарасије Глушицки је умро 1440. године већ под светим игуманом Амфилохијом Глушичким; његове мошти су тајно сахрањене у манастиру Глушицки.
У Руској православној цркви 12. октобра се одаје почаст светом Тарасије; Служба је успостављена заједно са свим монасима Глушичког манастира и врши се према древној рукописној књизи. Такође му се помен у 3. недељу по Духовима у Сабору Вологдских светитеља.
У тропару светима Амфилохију, Макарију, Тарасију и Теодосију Глушицком стоји: „Појавиле су се светиљке светлости, / премудро оставивши доброту земаљску, / и отишле у унутрашњу пустињу, Амфилохије, Макарије, Тарасије и Теодосије ово,/ смирење и свака врлина имају навикли се,/ и стекли бесмртност, / Постом и бдењем и другим уздржањем приносиш се Христу, / и сада на Небу стојиш пред Престолом Христовим / Молите се, Оци Божији, Амфилохије, Макарије, Тарасије и Теодосије. , / Нека ти је мир и спасе се душе оних који ти певају,/ и даруј опроштај грехова// у част часни успомени твојој“.